# Gustav Joachim Wedell-Wedellsborg
 Der er flere personer med dette navn, se Gustav Wedell-Wedellsborg.
Gustav Joachim baron Wedell-Wedellsborg (19. januar 1905 i Ostrup ved Esrum – 3. februar 1983) var en dansk forretningsmand.
Han var søn af kammerherre, hofjægermester, kgl. jægermester, skovrider, baron Ludvig Wedell-Wedellsborg og hustru Marie f. Lerche, blev student 1925, fik sin købmandsuddannelse i provinsen 1926-27 og blev ansat i Det Østasiatiske Kompagni 1928. Han var i dette firmas Bangkok filial 1929-33, i San Francisco filial 1934-39 og i New York filial fra 1940 til 1970.
Han var præsident for og medlem af bestyrelsen for The East Asiatic Company, Inc. New York, medlem af bestyrelsen for The American Transpacific Corp., N.Y., Scandinavian Airlines System Inc., N.Y. (alternerende formand), The Constitution Insurance Corp., N.Y., Carlsberg Agency Inc., N.Y., Danish American Trade Council, Inc. USA (æresformand), National Coffee Assoc. of USA, The East Asiatic Co. (Canada) Ltd., Vancouver, The West Indian Comp., Jomfruøerne. Vice president og Trustée for American Scandinavian Foundation, N.Y.; Trustée of University of the Andes Foundation, N.Y.; medl. af Board of Trade of Chicago, Board of Trade of Memphis, New York Produce Exchange, New York Cocoa Exchange, New York Coffee & Sugar Exchange Inc. (Member of Board of Governors); Cofounder of H Rudebeck & Co., Ltd.; London; repræsenteret for det danske Internationale Handelskammer vedr. FN. Commissioner General for Denmark Pavilion, 1964 New York World's Fair. Medlem af Explorers Club, N.Y.
Wedell-Wedellsborg var Ridder af 1. grad af Dannebrog og bar Christian X's Erindringsmedalje.
Han blev gift 14. juni 1938 i Memphis, Tennessee med Kathryn Maxine Alcott (født 16. december 1915 i Fordyce, Arkansas).